# ヨシップ・トマシェヴィッチ (1994年生のサッカー選手)
ヨシップ・トマシェヴィッチ（Josip Tomašević 、1994年3月4日 - ）は、クロアチア・シニ出身のプロサッカー選手。イスラエルのハポエル・ハデラ所属。ポジションは、ディフェンダー（レフトバック）。

## タイトル

### クラブ
ロコモティフ・プロヴディフ
- ブルガリア・カップ (2): 2018-19, 2019-20
- ブルガリア・スーパーカップ: 2020